# Баймаханов, Кожахмет Мадибаевич
Кожахмет Мадибаевич Баймаханов (каз. Қожахмет Мәдібайұлы Баймаханов; род. 21 сентября 1953; Джалагашский район, Кзыл-Ординская область, Казахская ССР) — казахстанский государственный и общественный деятель, депутат Сената Парламента Республики Казахстан от Кызылординской области (2008—2014).

## Биография
Кожахмет Мадибаевич Баймаханов родился 21 сентября 1953 года в Жалагашском районе Кызылординской области.
В 1978 году окончил Томский инженерно-строительный институт
С 1978 по 1989 годы — Начальник ПТО, участка, главный инженер, начальник ПМК в трестах «Кзылордасель-строй-16», «Риссовхозстрой», ПСО «Кзылордамелиорация».
С 1989 по 1994 годы — Директор совхоза.
С 1994 по 1995 годы — Председатель подкомитета по расходам бюджета народного хозяйства Комитета Верховного Совета Республики Казахстан по финансам и бюджету.
С 1995 по 1996 годы — Начальник ПМК АО «Арна».
С 1994 по 1995 годы — Депутат Верховного Совета Республики Казахстан XIII созыва от Теренозекского избирательного округа № 76 Кзыл-Ординской области.
С 1996 по 1997 годы — Начальник Кзыл-Ординского областного управления строительства, жилья, архитектуры и застройки территорий.
С 1997 по 1999 годы — Аким Джалагашского района.
С 1999 по 2004 годы — Аким Кызылорды.
С 2004 по 2008 годы — Генеральный директор ТОО «Асар-Холдинг».
С 2007 по 2008 годы — Депутат Кызылординского областного маслихата.
С 2008 по 2014 годы — Депутат Сената Парламента Республики Казахстан от Кызылординской области, Член Комитета по природопользованию и развитию сельских территорий.

## Награды и звания
- Заслуженный строитель Республики Казахстан
- 1999 — Орден Курмет
- 2001 — Медаль «10 лет независимости Республики Казахстан»
- 2013 — Почётный гражданин Кызылординской области[3]
- 2018 — Медаль «20 лет Астане»[4]